# Департамент информационных исследований
Департамент информационных исследований (англ. Information Research Department, IRD) — отдел пропаганды при МИД Великобритании.
Был организован в 1948 году по инициативе Кристофера Мейхью, заместителя министра иностранных дел. Целью создания IRD была организация идеологического противодействия советской пропаганде, преимущественно в профсоюзной среде. Упразднен в 1977 г.
Руководителями IRD были Ральф Мюррэй (1947—1953), Джон Рэнни (1953—1958) и Рэй Уитни (1958—1977).
Располагался в Carlton House Terrace.